# Arachnodes rubrotinctus
Arachnodes rubrotinctus är en skalbaggsart som beskrevs av Lebis 1953. Arachnodes rubrotinctus ingår i släktet Arachnodes och familjen bladhorningar. Inga underarter finns listade.